# Brno-Židenice
Brno-Židenice je městská část východně od centra statutárního města Brna. Je tvořena východní částí čtvrtě a katastrálního území Zábrdovice a většinou katastrálního území Židenice. Celková katastrální výměra činí 5,05 km². Samosprávná městská část vznikla 24. listopadu 1990, její úřad sídlí v Židenicích. Žije zde přes 22 000 obyvatel.
Pro účely senátních voleb je území městské části Brno-Židenice zařazeno do volebního obvodu číslo 58.

## Sousedící městské části
Území městské části Brno-Židenice hraničí na západě s městskými částmi Brno-střed a Brno-sever, na severu s městskou částí Brno-Maloměřice a Obřany, na východě s městskými částmi Brno-Vinohrady a Brno-Líšeň, na jihovýchodě s městskou částí Brno-Slatina, a na jihu s městskou částí Brno-Černovice.

## Historické obce na území dnešní městské části
Území moderní městské části Brno-Židenice zahrnuje území těchto bývalých obcí:
- téměř celého Juliánova (z mapy inv. čís. 178 v Archivu města Brna vyplývá, že k Juliánovu patřily ulice Vančurova, Jamborova, Škrochova, Tenorova, obě budovy Masarykovy základní školy v ulici Kamenačky, severovýchodní strana Bělohorské ulice po dům s orientačním číslem 39, západní strana ulice Vinařického, severní část Táborské ulice mezi ulicemi Dulánek a Jamborovou. Juliánov měl v katastru Židenic i několik oddělených exkláv. Jednou z nich byl tzv. Nový Juliánov, tvořený blokem domů mezi ulicemi Na lukách, Jílkovou a Šámalovou, a několika budovami na roku Šámalovy a Uzavřené. Další exklávy představovaly domy na jižní straně Táborské ulice s orientačními čísly 119 a 121, budova na severovýchodě areálu Zbrojovky na parcele číslo 1126 v katastrálním území Zábrdovice, či domy při severní straně Čejkovy ulice. Poslední exklávou byl tzv. Juliánov u Husovic, tvořený domy ulice Baarovo nábřeží v moderním katastru Maloměřic, které v současnosti náležejí k městské části Brno-Maloměřice a Obřany).
- většiny Židenic, jejichž území Juliánov obklopovalo, přičemž k nim náleželo také několik bloků na východě zdejší části katastrálního území Zábrdovice
- část původních Zábrdovic (většina zdejší části katastrálního území Zábrdovice, a západní část katastrálního území Židenice)
- malou část původních Černovic – z historických map vyplývá, že se jedná o malou jižní část katastrálního území Židenice, vymezenou na severu ulicemi Táborská, poté severojižní linií parcel mezi ulicemi Porhajmova a Letní, částečně ulicí Jeronýmovou, včetně jihu areálu někdejší První brněnské strojírny a jižně od areálu zdejšího židovského hřbitova
- malou část původních Maloměřic – zástavba na severní straně Podsednické ulice
- malou část původní Líšně – zahrádky na severovýchodním svahu Bílé Hory.

Zástavba a uliční síť bývalých obcí Juliánova a Židenic je již několik desetiletí zcela srostlá a bez map již nelze určit, kde končily Židenice a začínal Juliánov.

## Charakteristika městské části

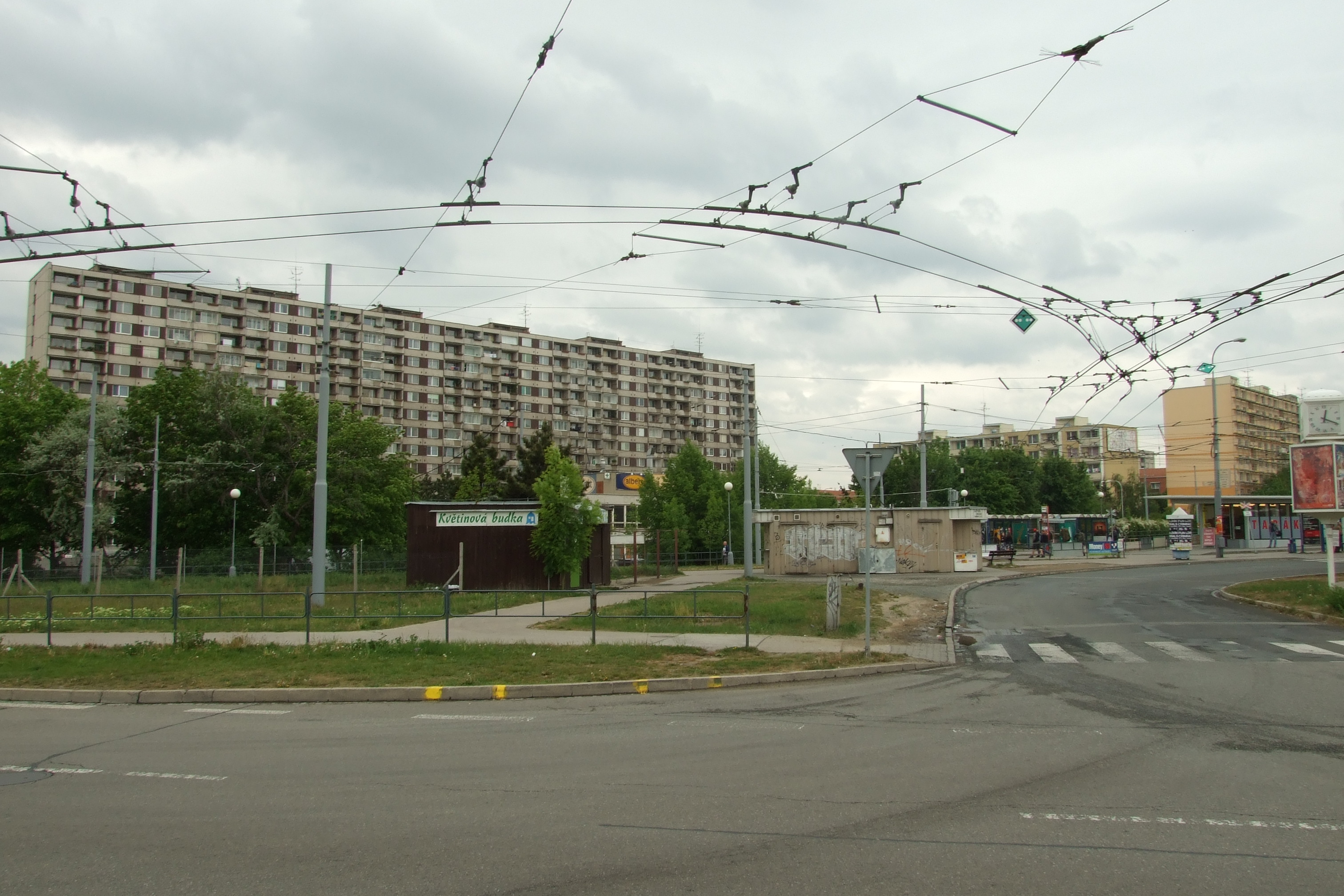
Panelové sídliště v Židenicích na Staré osadě

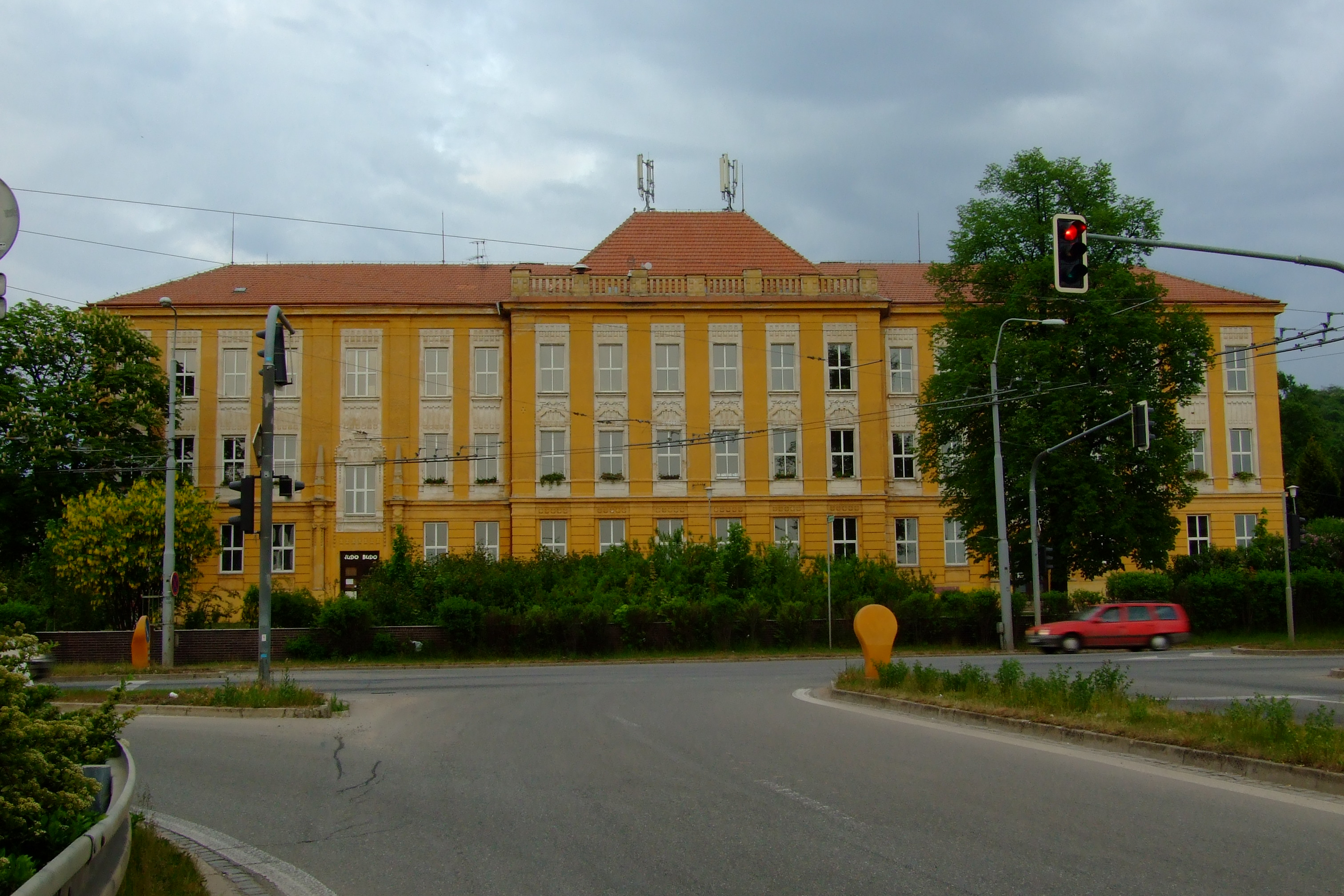
Základní škola na Gajdošové 3

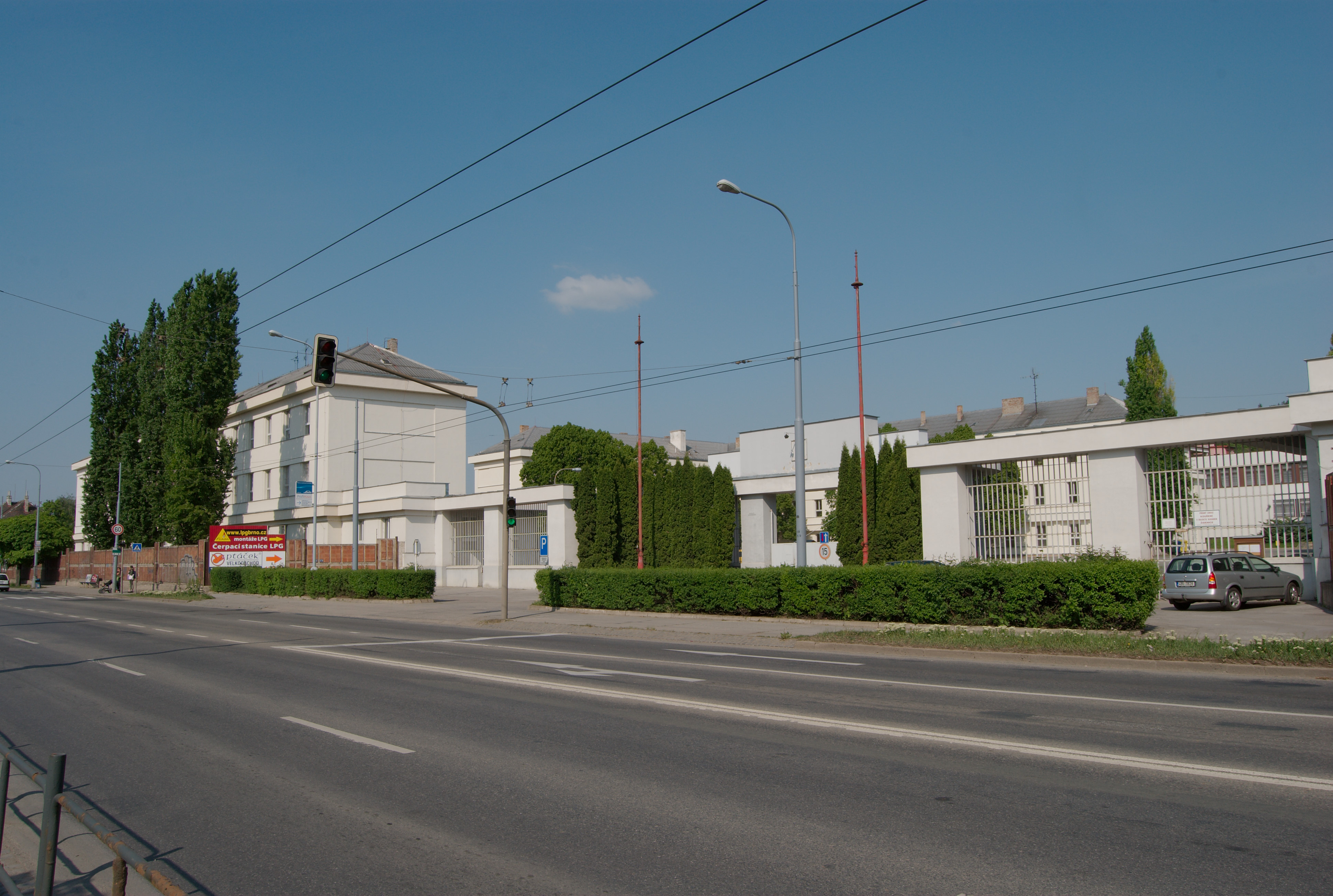
Nezdařeným fašistickým pučem proslulé Svatoplukovy kasárny v Židenicích

Území městské části Brno-Židenice, které má městský charakter, srpkovitě ohraničuje sousední městskou část Brno-Vinohrady, jejíž odsud dobře viditelná zástavba se vypíná nad Židenicemi na protáhlé vyvýšenině nad Židenickým kopcem. Západní polovina městské části zhruba ohraničená trasou tzv. Velkého městského okruhu tvoří téměř úplná rovina. Naopak východně od této silnice se terén začíná zvedat. Východně od ulice Bělohorská se začíná zvedat Bílá Hora, severně od ní nedaleko budovy místní polikliniky se zase zvedá výše zmíněný Židenický kopec. Na severozápadním svahu Židenického kopce při hranici s městskou částí Brno-Vinohrady se rozkládá i zdejší lesopark Akátky, který je jedním ze dvou lesoparků na území městské části Brno-Židenice. Druhý lesopark, rozkládající se nad Juliánovem na Bílé hoře, nabízí u památníku vyhlídku na Brno. Oba lesoparky využívají zdejší občané k procházkám. Na území městské části se nacházejí i dvě sídliště: severněji položené sídliště v okolí Staré Osady, a rozsáhlejší Juliánov, ležící na jihovýchodě městské části. Na samém jihu městské části se jižně od původního Juliánova v těsné blízkosti tramvajové trati linky číslo 8 rozkládá areál zdejšího židovského hřbitova.
Od roku 1992 probíhá na území městské části intenzivní rekonstrukce bytových domů. Pod Bílou Horou poblíž Bělohorské ulice probíhá od roku 2002 výstavba moderního komplexu bytových domů. Během posledních let dochází rovněž k rekonstrukci silnic, jejichž stav nebyl vždy zcela optimální. Z hlediska dalšího rozvoje se uvažuje i o větších projektech, jako je například výstavba nového bazénu u ulice Viniční.
V roce 2017 začal na úbočí Židenického kopce v zahrádkářské kolonii vznikat park Bohumila Hrabala s ovocnou alejí.

## Doprava
Městskou částí prochází železniční trať ve směru Brno-Svitavy a nachází se zde i železniční zastávka s odbočkou. Díky svojí malé vzdálenosti od středu města má městská část velice hustou silniční síť, která ji umožňuje dobré dopravní spojení s okolními městskými částmi. Území městské části přetíná od severu k jihu částečně čtyřproudá trasa tzv. velkého městského okruhu, která poskytuje spojení s městskými částmi Brno-Černovice a Brno-Maloměřice a Obřany. Tato silnice, na níž se v pracovních dnech tvoří často zácpy, má však zároveň i negativní dopad na kvalitu bydlení v okolních domech. Do městské části Brno-Černovice se lze však dostat i z ulice Životského. Další důležitou trasou je silnice I/642, která poskytuje dopravní spojení s městskou částí Brno-Vinohrady, do níž se lze dostat i po ulici Líšeňská a následnou odbočkou po ulici Křtinská. Přes okraj městské části Brno-Vinohrady se lze tudy dostat i do městské části Brno-Líšeň. Další důležitou trasou nabízející přímé spojení s městskou částí Brno-Líšeň je zde čtyřproudá silnice v ulici Jedovnická, procházející okolo areálu brněnské spalovny. K této silnici se lze dostat po ulici Bělohorská. Pokud se neodbočí do ulice Jedovnická, lze pokračovat dále do městské části Brno-Slatina. Dopravní spojení s městskou částí Brno-sever umožňuje silnice v ulicích Bubeníčkova a Zábrdovická, která se nedaleko úřadu městské části napojuje na již zmíněnou trasu velkého městského okruhu.
Veřejné dopravní spojení s ostatními městskými částmi zde zajišťuje dopravní podnik města Brna, prostřednictvím tramvajových linek 2, 3, 8 a 9, autobusových linek 44, 55, 58, 64, 72, 75, E75, 78, 84 a ZVL (do nově vznikající čtvrti Nová Zbrojovka), trolejbusových linek 25 (do Starého Lískovce a na Vinohrady), 27 (do Líšně) a nočních autobusových linek N89, N97, N98 a N99. Veřejnou dopravu mimo Brno zajišťuje integrovaný dopravní systém Jihomoravského kraje.

## Obyvatelstvo
| 1869  | 1880  | 1890  | 1900   | 1910   | 1921   | 1930   | 1950   | 1961   | 1970   | 1980   | 1991   | 2001   | 2011   | 2021   |
| ----- | ----- | ----- | ------ | ------ | ------ | ------ | ------ | ------ | ------ | ------ | ------ | ------ | ------ | ------ |
| 3 067 | 3 473 | 6 367 | 11 326 | 17 904 | 17 870 | 27 680 | 27 206 | 29 180 | 31 061 | 26 421 | 21 174 | 20 376 | 22 000 | 22 573 |

## Ekonomika
K nejvýznamnějším podnikům na území městské části náleží v současnosti firma Alstom, vlastnící zde jeden z areálů bývalé První brněnské strojírny. Dalším významným podnikem je i Spalovna a komunální odpady Brno a.s. (SAKO). V zábrdovické části městské části se zde na břehu Svitavy rozkládá i rozsáhlý areál kdysi proslulé Zbrojovky Brno. Z obchodů má na území městské části nejsilnější pozici supermarket Kaufland, významná však zůstává i prodejna Albert na Staré osadě, nebo nově postavený supermarket Tesco na juliánovském sídlišti. Na severovýchodě městské části se pak nachází i obchodní centrum LeRK, nabízející podlahové krytiny či spotřební elektroniku. Především v ulicích Táborská, Bělohorská a Gajdošova se nachází řada malých obchodů, jakož i několik hospod.

## Kultura

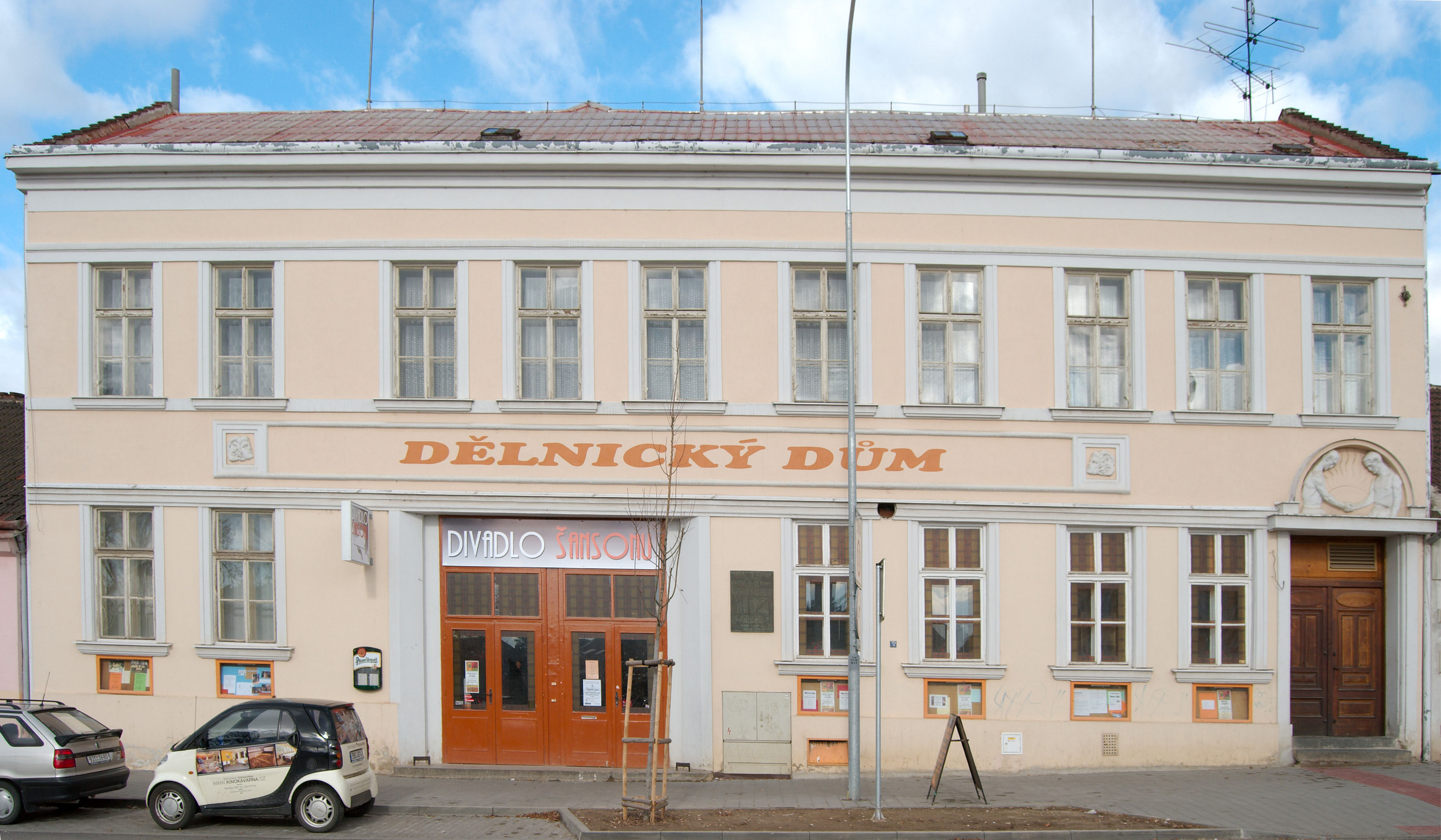
Dělnický dům v Brně-Juliánově

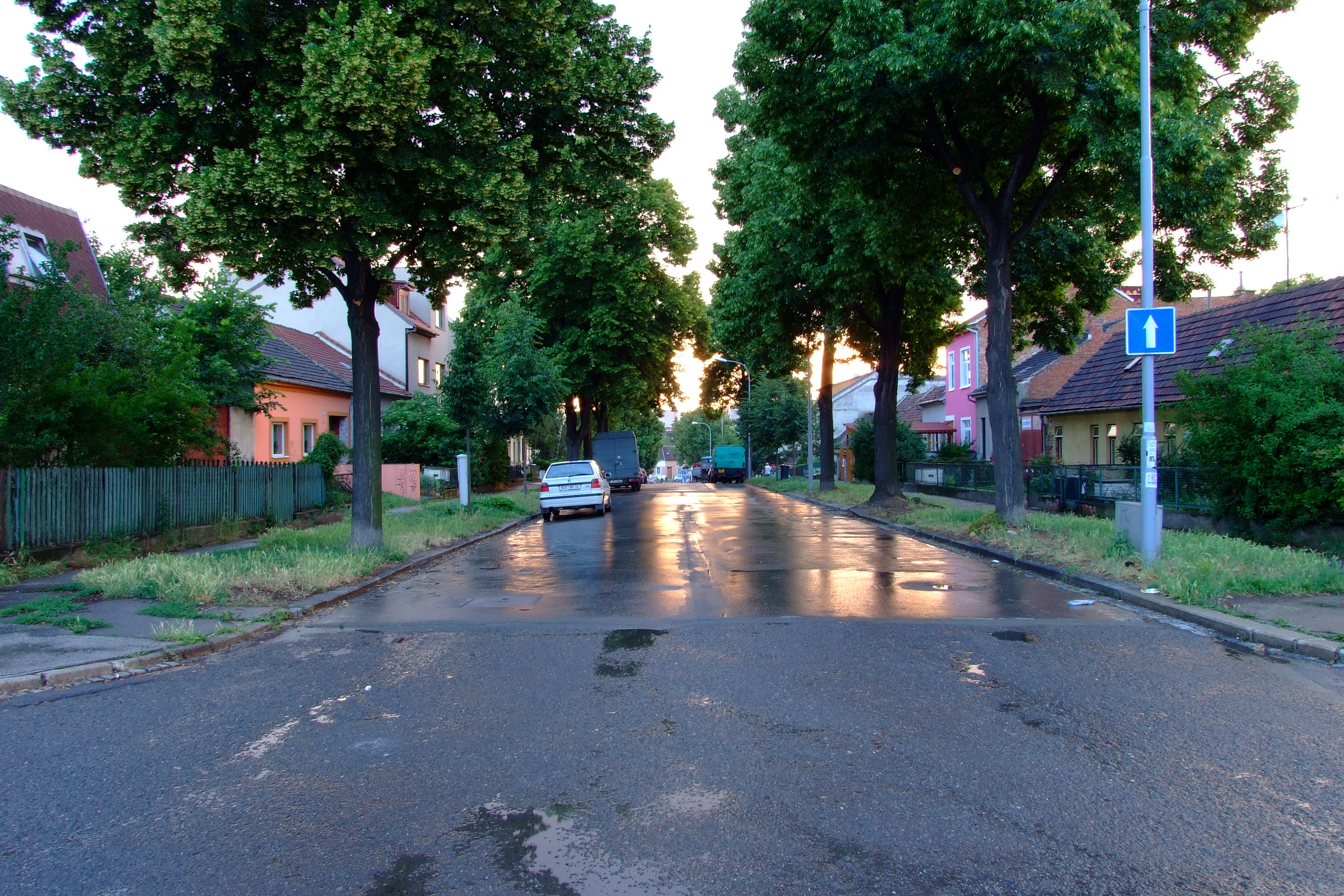
Vančurova ulice je jádrem Juliánova

Nepravidelné kulturní akce se konají v Dělnickém domě, nacházejícím se v Juliánově na Jamborově ulici. V roce 1921 bylo v Židenicích založeno kino „Bio Slávia". Budova kina tvoří roh ulice Rokycanova, kde na adrese s číslem 33 byl vchod, a ulice Kaleckého, kam směřovaly východy ze sálu. Kino, později přejmenované na „Sport" bylo v provozu ještě v 60. letech 20. století. Po zrušení byly vnitřní prostory upravené na sklady a Technické muzeum v Brně budovu využívá jako depozitář. Do 18. ledna 1996 fungovalo v Židenicích ještě druhé kino. Budova na ulici Vojanova, v níž sídlilo poslední židenické kino „Světozor", byla v restituci navrácena původnímu majiteli, zisk z jeho provozu však nestačil k pokrytí nájmu a tak od 19. ledna 1996 na území městské části žádné kino nefunguje. Od roku 1997 pořádá již tradičně městská část obnovené krojované Židenické hody, které se zde konají vždy koncem října. Na parkovišti před Dělnickým domem se od jara do podzimu konají rovněž pravidelné Farmářské trhy.

## Zdravotnictví
Vedle několika ordinací privátních lékařů se na území městské částí nachází také poliklinika na Viniční a Vojenská nemocnice Brno.

## Školství

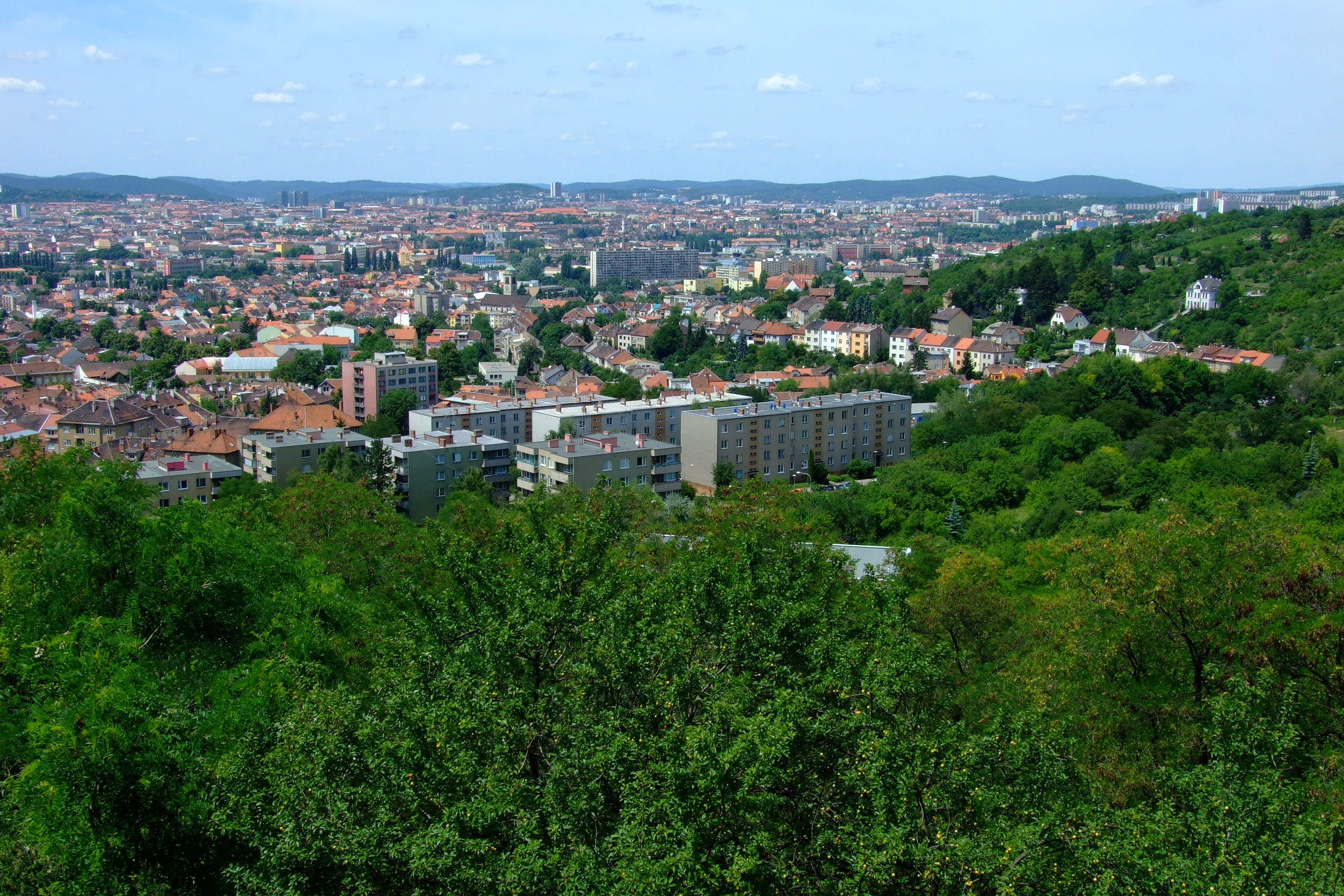
Celkový pohled na Brno - v popředí Židenice a Juliánov

V městské části Brno-Židenice se nachází 4 základní školy: Tyršova základní škola na adrese Kuldova 38, ZŠ Gajdošova  na adrese Gajdošova 3 (ve škole se nachází třídy zaměřené na výuku metodou Montessori), Masarykova základní škola na adrese Kamenačky 4 a ZŠ Krásného  na adrese Krásného 24 (ve škole je rozšířená výuka hudební výchovy, výtvarné výchovy a anglického jazyka). Je zde i Základní umělecká škola PhDr. Zbyňka Mrkose, která se nachází na adrese Došlíkova 48.

Dále se zde nachází soukromá Střední škola uměleckomanažerská sídlící na adrese Táborská 185 a soukromá Rašínova vysoká škola, která má sídlo na Šámalově 60.

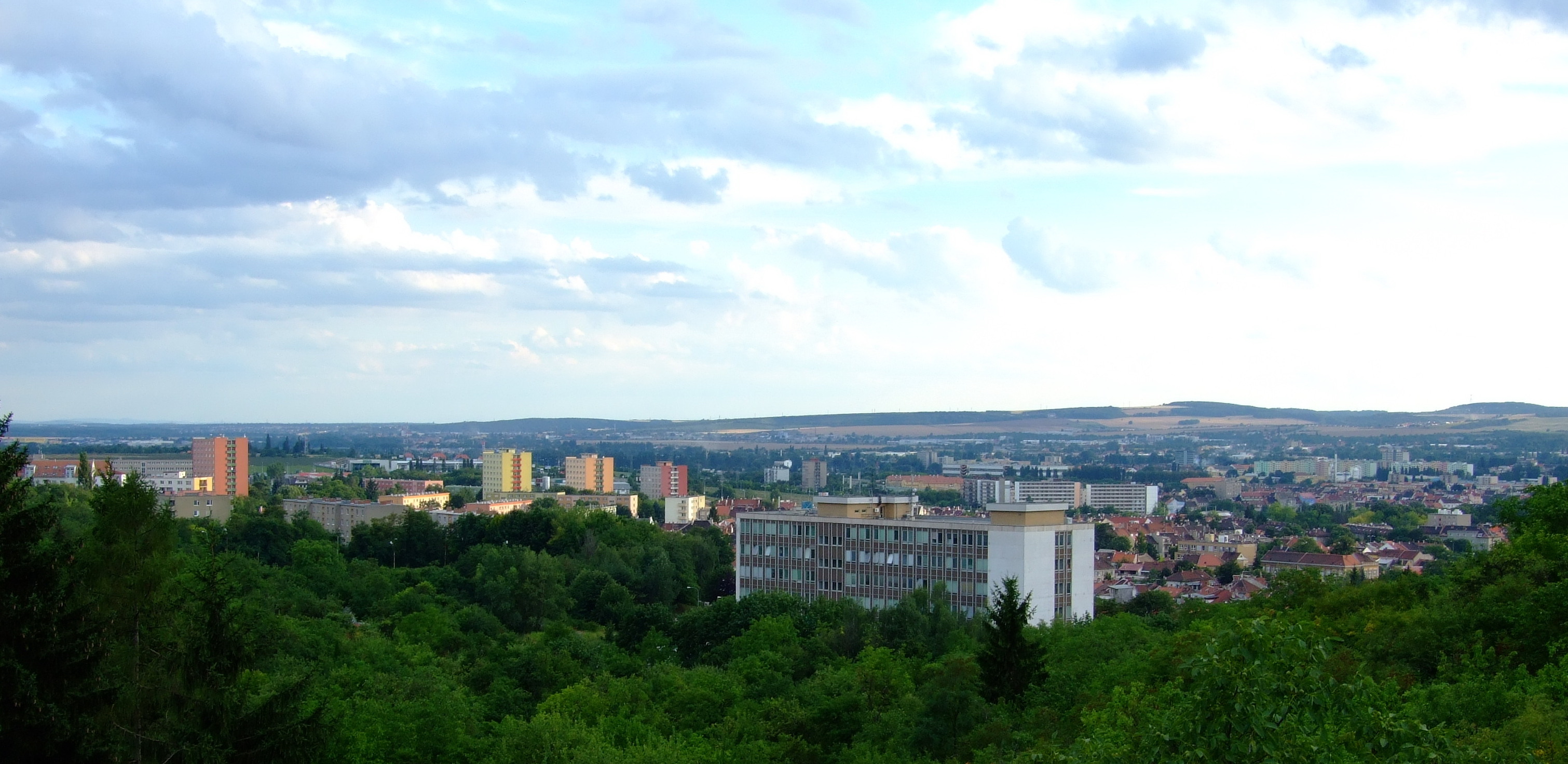
Pohled na Židenice z Vinohrad

## Historický přehled
První písemné zprávy o Židenicích jsou z počátku 13. století. První zmínka o Zábrdovicích je z roku 1237. Až do roku 1784 byly Židenice se Zábrdovicemi majetkem zábrdovického kláštera. Roku 1786 pak vzniká na pozemcích zrušeného dvora Julie náležejícího do roku 1784 zábrdovickému klášteru, v prostoru dnešní Vančurovy ulice osada Juliánov, která se roku 1787 stala samostatnou obcí; nadále však tvořila součást katastrálního území Židenice. 6. července 1850 byly Zábrdovice připojeny k Brnu, zatímco Židenice a Juliánov byly téhož roku spojeny v jednotnou obec Židenice, přičemž měl Juliánov svého radního. Kvůli problémům se správou dochází roku 1867 na nátlak juliánovského kronikáře Filipa Langa k osamostatnění Juliánova, jehož území však i nadále tvořilo součást katastrálního území Židenice. Začátkem 20. století vznikly na jihu území moderní městské části Brno-Židenice nejsevernější domy tehdy samostatné obce Černovice, zasahující až po jižní stranu židenické ulice Táborská (ulice Životského, Jeronýmova, Porhajmova). 16. dubna 1919 byla k Brnu připojena většina území moderní městské části, zahrnující tehdejší obce Juliánov, Židenice a okrajová území Černovic a Maloměřic, přičemž od roku 1920 až do vzniku Protektorátu Čechy a Morava měly v rámci Brna tyto 4 bývalé obce vlastní místní výbory s omezenými pravomocemi. V období První republiky došlo k naprostému srůstu židenické a juliánovské zástavby. V letech 1922–1930 byla v Juliánově a Židenicích provedena elektrifikace, v roce 1925 se začala do domů zavádět zdravotně nezávadná voda. Roku 1929 došlo k úpravě hranic se Zábrdovicemi, Husovicemi a Maloměřicemi, kdy došlo k menšímu rozšíření Zábrdovic na úkor Židenic, a k přesunu hranice u Baarova nábřeží do nového toku Svitavy. 22. ledna 1933 došlo v areálu zdejších židenických Svatoplukových kasáren k ojedinělému a neúspěšnému pokusu o fašistický puč, když je v 0:30 přepadli přívrženci Národní obce fašistické (tzv. Židenický puč). Celá akce byla velice rychle potlačena a její účastníci zatčeni. K další úpravě hranic Židenic pak došlo při první katastrální reformě Brna roku 1941, kdy došlo ke korekci hranice se Zábrdovicemi. Roku 1944 byl k Brnu připojen i městys Líšeň, k němuž původně náležely zahrádky na severovýchodním svahu Bílé hory, čímž byly k Brnu připojeny do té doby poslední mimobrněnské pozemky moderní městské části Brno-Židenice.
Na přelomu 50. a 60. let 20. století bylo v Židenicích jižně od původního Juliánova, na zrušených polích při Bělohorské ulici, vybudováno podle projektu architekta Pavla Krchňáka panelové sídliště Juliánov s 1313 byty. V letech 1971–1979 bylo zbouráno původní vesnické jádro Židenic, jímž byla ulice Stará osada s okolím, na jejímž místě bylo vybudováno nové stejnojmenné panelové sídliště. Zároveň došlo k zasypání posledních zbytků někdejšího mlýnského náhonu Svitavské strouhy, jež do druhé poloviny 60. let 20. století tvořila hranici mezi Židenicemi a Zábrdovicemi. V letech 1975–1979 byl na úkor uliční zástavby napříč hustě obydlenou částí území současné městské části vybudován průtah velkého městského okruhu napojeného na dálniční přivaděč. V osmdesátých letech bylo následně probouráno i historické jádro Juliánova. Za Sametové revoluce se na různých místech moderní městské části aktivovaly výbory Občanského fóra, požadující urychlené řešení místních dlouho neřešených problémů. Reakcí na jejich činnost bylo roku 1990 umožnění vzniku moderní samosprávné městské části Brno-Židenice.

### Územní a administrativní vývoj městské části v letech 1945–1990
- 1945–1946 – Po osvobození již Juliánov samosprávu nezískal a spolu s Židenicemi spadal v letech 1945–1946 pod MNV Brno-Židenice. Dále na území moderní městské části zasahovala území spravovaná MNV Líšeň, MNV Maloměřice, MNV Černovice. Tehdejší příslušnost Zábrdovic se pro účely tohoto článku nepodařilo zjistit.
- Od 1. ledna 1947 do 30. září 1949 bylo území moderní městské části Brno-Židenice rozděleno mezi tyto městské obvody: Brno I (mimo jiné k němu patřilo celé tehdejší katastrální území Zábrdovice), Brno V s centrem v Husovicích (z území moderní městské části Brno-Židenice k němu patřily pozemky náležející tehdy ke katastrálnímu území Maloměřice, Brno VI (celé tehdejší katastrální území Židenice), Brno VII (z území moderní městské části Brno-Židenice k němu náležely ty části, které tehdy tvořily součást katastrálního území Černovice, Brno X (tvořený celým tehdejším katastrem Líšně.
- K 1. říjnu 1949 došlo na území Brna k administrativní reformě, v jejímž důsledku již správní členění Brna nerespektovalo stávající katastrální členění a řada katastrů byla rozdělena mezi několik městských obvodů. Území moderní městské části Brno-Židenice bylo nyní rozděleno mezi tyto městské obvody: Brno VIII s centrem v Husovicích (z území moderní městské části k němu náležely tehdy maloměřické pozemky ležící severně od domů v Podsednické ulici, a v okolí Kulkovy ulice. Dále k němu náleželo malé území jižně od Baarova nábřeží, stejně jako výše zmíněné původně juliánovské Baarovo nábřeží v dnešní městské části Brno-Maloměřice a Obřany), Brno IX (Náležela k němu většina území moderní městské části. Součástí se stala i téměř celá židenická část moderního katastrálního území Zábrdovice, i tehdy maloměřické domy při severní straně Podsednické ulice. Dále k němu z území moderní městské části náležely i tehdy zábrdovické parcely východně od Neklanovy ulice. Mimo tato území k němu náležela Malá Klajdovka náležející vždy k Líšni, která i dnes náleží k městské části Brno-Líšeň, či dnes slatinská oblast Stránské skály), Brno X (Z území moderní městské části Brno-Židenice k němu náležela jižní a jihozápadní část, která tehdy patřila ke katastrálním území Černovice a Zábrdovice, mimo těch zábrdovických pozemků, které ležely východně od Neklanovy ulice), Brno XII (z území moderní městské části k němu náležely tehdy líšeňské pozemky).
- 1954–1957 – na území moderní městské části existovaly tyto městské obvody: Brno III s centrem v Husovicích (z území moderní městské části k němu náležely tehdy maloměřické pozemky severně od domů v Podsednické ulici a v okolí Kulkovy ulice. Dále k němu náleželo malé území jižně od Baarova nábřeží. Mimo území městské části Brno-Židenice k němu náleželo i Baarovo nábřeží), Brno VI-Židenice (Náleželo k němu téměř celé území moderní městské části. Mimo městskou část Brno-Židenice k němu náležela oblast Stránské skály i Malá Klajdovka) a Brno XII (z území moderní městské části k němu náležely tehdy líšeňské pozemky)
- 1957–1964 – situace se téměř nezměnila. Jedinou změnou byl vznik nového městského obvodu Brno XIII-Maloměřice (od roku 1960 změněný v městskou část Maloměřice), jehož součástí byly z území moderní městské části Brno-Židenice zpočátku jen tehdy maloměřické pozemky severně od domů při Podsednické ulici a v okolí Kulkovy ulice. Od roku 1960 se součástí městské části Maloměřice stalo i výše zmíněné malé území jižně od Baarova nábřeží, stejně jako samotné Baarovo nábřeží. Od roku 1960 byl dosavadní městský obvod Brno XII přeměněn v městskou část Líšeň
- Od 14. června 1964 byl dosavadní městský obvod Brno VI-Židenice připojen k městskému obvodu Brno IV. Až do roku 1971 zasahovaly na území moderní městské části Brno-Židenice také městské části Líšeň a Maloměřice.

Při druhé reambulaci Brna v letech 1966–1969 došlo k výrazné úpravě hranic katastrálního území Židenice. K původnímu katastru byly připojeny původně líšeňské zahrádky na severovýchodním svahu Bílé hory, východní část katastrálního území Zábrdovice východně od železniční trasy Brno – Svitavy ohraničená Svitavskou strouhou, jihovýchodní část Zábrdovic severně od ulice Olomoucká, severní část katastrálního území Černovic v prostoru Jeronýmovy ulice a jižně od židovského hřbitova, jakož i malá část katastrálního území Maloměřice, jihovýchodně od železniční trasy Brno – Svitavy. Židenice naopak ztratily oblast Stránské skály připojenou ke Slatině a zčásti též k Líšni, malou část katastru západně od železniční trasy Brno-Svitavy s ulicemi Vaničkovou, Tomáškovou, Šámalovou, Kuldovou, Krokovou, připojenou k Zábrdovicím, a domy na Baarově nábřeží a v ulicích Markéty Kuncové a Dolnopolní, připojené k Maloměřicím. K územním výměnám s Maloměřicemi došlo i podél současné hranice městských částí Brno-Maloměřice a Obřany a Brno-Vinohrady. Roku 1971 se součástí městského obvodu Brno IV staly i ty části moderní městské části, které předtím náležely k městským částem Líšeň a Maloměřice. Do 31. července 1976 náležela k městskému obvodu Brno IV i ta část moderního katastrálního území Zábrdovice, náležející nyní k městské části Brno-idenice. Roku 1979 došlo v souvislosti s výstavbou sídliště Nová Líšeň k přesunu silnice do Ochoze a v souvislosti s tím i k další změně katastrální hranice Židenic a Líšně – hranice se posunula západním směrem. Poté až do roku 1990 toto území náleželo k městskému obvodu Brno III, zatímco celé katastrální území Židenice i nadále až do roku 1990 náleželo k městskému obvodu Brno IV.
Po Sametové revoluci pak 24. listopadu 1990 vznikla na urbanisticky souvisejících částech moderních katastrů Zábrdovic a Židenic moderní městská část Brno-Židenice. Její radnice nejprve sídlila v budově bývalého obvodního národního výboru Brno IV. na Křenové ulici (tedy na území sousední městské části Brno-střed), od roku 1991 do roku 2005 sídlila v budově bývalé elektrárny na Šámalově 60, v níž se v letech 1912–1919 nacházel i židenický obecní úřad. Od 1. června 2005 sídlí radnice ve víceúčelové výškové budově Nová osada (dříve. Aeskulap) v Gajdošově ulici.

## Osobnosti
- Vlasta Fialová (1928–1998) – filmová a divadelní herečka
- Marie Filippovová (* 1938) – výtvarnice
- Jan Gajdoš (1903–1945) – sportovec, činovník Sokola, odbojář a pedagog
- Hugo Haas (1901–1968) – režisér a herec
- Bohumil Hrabal (1914–1997) – spisovatel
- Stanislav Juránek (* 1956) – politik
- Vlasta Matulová (1918–1989) – filmová a divadelní herečka
- Zbyněk Mrkos (1919–1993) – profesor brněnské konzervatoře a Janáčkovy akademie múzických umění
- Zdeněk Rotrekl (1920–2013) – básník a literát
- Bohumil Smejkal (1935–2009) – houslista, profesor, člen Brněnského rozhlasového orchestru lidových nástrojů, primárius Janáčkova kvarteta
- Josef Veselý (* 1950) – rozhlasový autor, publicista, moderátor